# Закон искажения информации
Зако́н искаже́ния информа́ции — один из законов психологии управления и управленческой деятельности, суть которого заключается в возможности изменения смысла управленческой информации (директивы, приказы, распоряжения) в процессе её передачи и движения сверху вниз. Степень искажения смысла прямо пропорциональна числу каналов и звеньев передачи, через которые проходит информация — чем больше сотрудников получает доступ к той или иной информации и передает её другим людям, тем сильнее отличается итоговый вариант информации от её первоначального смысла. Кроме того, стоит отметить, что информация может меняться как в сторону преуменьшения достоверности фактов, так и в сторону преувеличения.
Причины искажения информации могут быть разными. Среди основных можно выделить следующие:
- Многозначность языка, на котором передают управленческую информацию. Какими бы строгими или точными ни были используемые в языке понятия всегда имеется возможность разного толкования одного и того же сообщения.
- Различия в образовании, интеллектуальном развитии, профессионализме субъектов и объектов управления.
- Неполнота информации. Если информация неполная, доступ к ней ограничен и потребность подчинённых в получении оперативных сведений удовлетворяют не полностью, то люди неизбежно начинают домысливать, додумывать, дополнять то, что знают, опираясь на непроверенные факты и собственные догадки.
- Недостаточный уровень квалификации сотрудника, представляющего информацию.
- Эмоциональное напряжение (боязнь наказания, гнев, зависть).
- Предубеждение в отношении лиц или явлений, о которых дают информацию.

Для предотвращения искажения информации рекомендуют пропускать её через фильтры. Существуют 3 вида фильтров: физический, семантический, прагматический:
- Физический фильтр устраняет искажения, обусловленные несовершенством каналов связи.
- Семантический фильтр призван отбирать и удалять те данные, которыми субъекты и объекты управления уже обладают.
- Прагматический фильтр отбирает информацию, необходимую для решения конкретной задачи, позволяя избежать преувеличение сведений.

Кроме того, для того, чтобы избежать искажения смысла передаваемой информации, необходимо:
- Уменьшить количество звеньев и каналов, участвующих в процессе распространения и передачи информации.
- Своевременно снабжать сотрудников всей необходимой информацией по тем вопросам, которые они должны решать.
- Поддерживать обратную связь с подчинёнными с целью контроля за правильностью усвоения получаемых сведений.